# 西施山遗址
西施山遗址位于中国浙江省绍兴市越城区五云门外东北1.2公里处、迪荡新城内。

## 历史
曾属绍兴钢铁厂，现已建遗址公园。此地又名土城山，亦称美人宫，传为西施、郑旦在送去吴国之前学习礼教之处。遗址上发现若干处手工作坊遗迹和冶炼遗迹，并出土大量原始青瓷和印纹硬陶等越文化代表器物，以及大量犁、锄、镢、镰、铲、削、镞、剑、矛等青铜器和铁器。